# Breogán

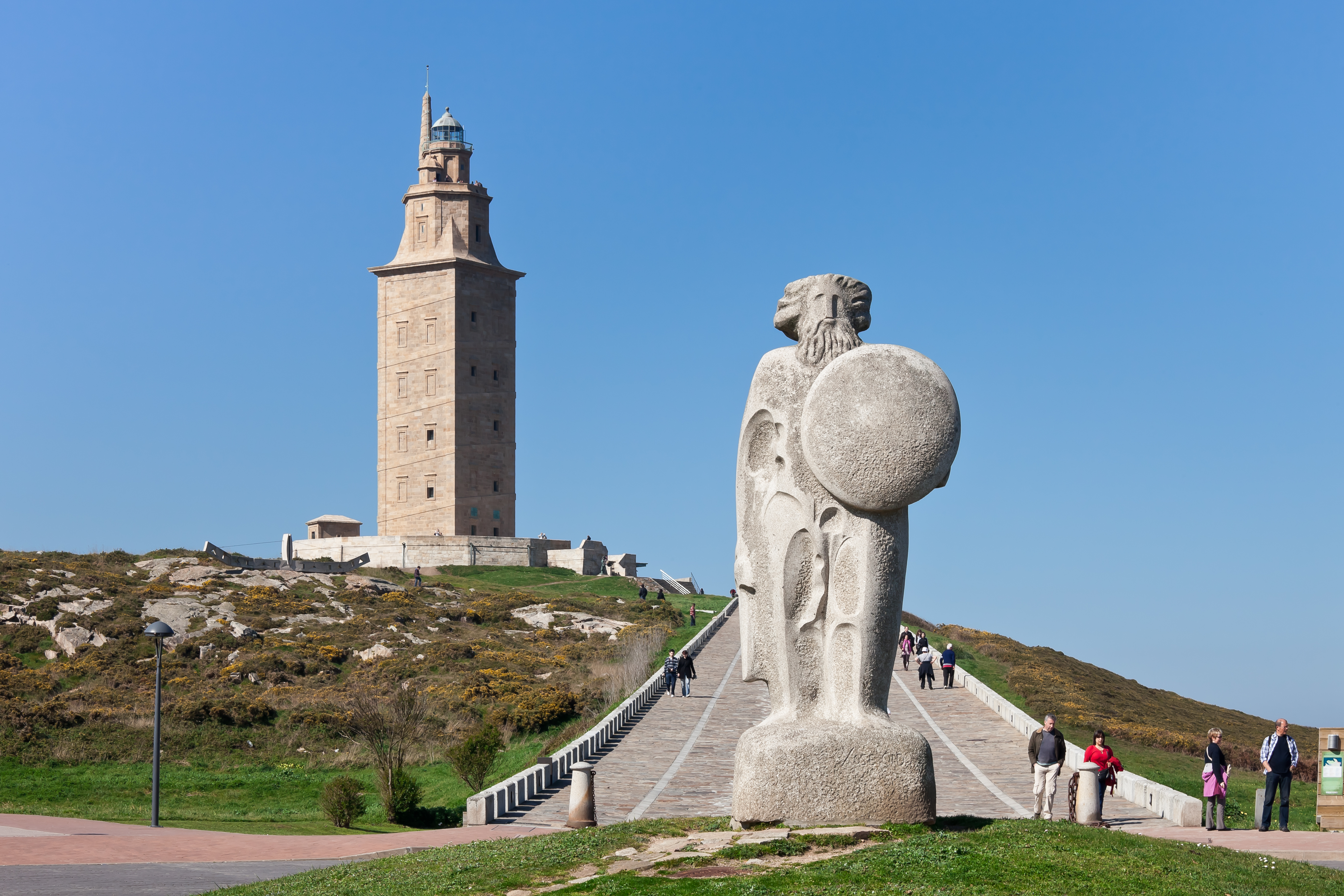
Im Vordergrund die Statue von Breogán und der Herkulesturm, der antike römische Leuchtturm in La Coruña, der heute zum UNESCO-Weltkulturerbe zählt.

Breogán ist der Name eines Königs der galicischen Mythologie, der einst über weite Teile der heutigen autonomen Gemeinschaft Galicien in Spanien geherrscht haben soll. Zentrum seiner Herrschaft soll die Region gewesen sein, in der heute die Stadt La Coruña liegt.
Erstmals taucht sein Name in den irischen Legenden auf, die in einer Sammlung aus dem 11. Jahrhundert enthalten sind, dem Lebor Gabála Érenn (dt. Das Buch der Landnahmen Irlands). In diesem Buch werden die verschiedenen Invasionen beschrieben, die die Insel erlitten haben soll. Während des 19. Jahrhunderts wurde Breogán durch die romantische Bewegung, die den Galicianismus (galicisch Galeguismo) förderte, in deren Volkstradition aufgenommen.
Eine der Geschichten in den mittelalterlichen irischen Schriften besagt, dass König Breogán von Galicien in der Stadt Brigantia im Nordwesten der Iberischen Halbinsel einen Turm errichtete, der so hoch war, dass sein Sohn Ith von dessen Spitze aus ein fernes grünes Ufer sehen konnte. Der Anblick des entfernten Landes veranlasste Ith zu einer Expedition Richtung Norden. So erreichte er die irische Insel, wo er von einheimischen Königen getötet wurde. Um Rache zu nehmen, begaben sich die acht Söhne von Miled (spanisch Míl oder Míl Espáine; Enkel von Breogán und Neffe von Ith) von Brigantia nach Irland und eroberten es.
Die Sammlung der irischen Legenden wurde im 11. Jahrhundert von anonymen Iren zusammengestellt, die die Stadt Brigantia von Breogán mit der Stadt Brigantium in Verbindung brachten, die mit der historischen Region Galaecia verbunden wird. Je nach Version wird Brigantium entweder mit dem heutigen La Coruña oder Betanzos assoziiert.
Der Mythos wurde im 19. Jahrhundert von romantischen Schriftstellern und Historikern des aufkommenden Galicismus wie Xosé Fontenla, Eduardo Pondal, Manuel Murguía oder Vicente Risco verbreitet. Dabei wurde der Herkulesturm (span. und galicisch Torre de Hércules) in La Coruña als Breogáns Turm identifiziert und neben ihm eine Statue des Königs errichtet. Ebenso wird Breogán als mythologischer Vater des galicischen Volkes dargestellt und gelegentlich sogar poetisch als fogar (span. hogar und dt. Heimat) oder nazón de Breogán (span. Nación de Breogán und dt. Nation von Breogán) bezeichnet, wie zum Beispiel in Os Pinos (dt. die Kiefern), der galicischen Hymne, die auf dem gleichnamigen Gedicht von Eduardo Pondal basiert.